# Эпидемический процесс
Эпидемический процесс — непрерывное взаимодействие на видовом и популяционном уровнях неоднородных по эволюционно-сопряженным признакам отношения друг к другу возбудителя-паразита и организма человека в необходимых и достаточных социальных и природных условиях, проявляющееся манифестными и бессимптомными формами инфекции, распределяющимися среди населения по территории, времени и группам риска заражения и (или) заболевания.
До XIX века понятия «эпидемический процесс» не существовало. Одно из первых представлений об эпидемии сформулировал Ozanam (1835). Развивали идеи эпидемиологии и понятия «эпидемический процесс» А. Лаверан (A. Laveran)(1877), П. И. Лукин (1836), И. И. Равич (1873), Larousse (1863), A. Gottstein (1897), Д. К. Заболотный (1927), К. Сталибрасс (1930). Впервые понятие «эпидемический процесс» ввел Л. В. Громашевский (1941). Уточнил содержание понятия «эпидемический процесс» В. Д. Беляков (1976). Позднее В. Д. Беляков выдвигает положение о саморегуляции эпидемического процесса (1987). Б. Л. Черкасский (1985) публикует серию работ об эпидемическом процессе как экосистеме.
Учение об эпидемическом процессе включает три раздела:
- причина и условия (факторы) эпидемического процесса;
- механизм развития эпидемического процесса;
- проявления эпидемического процесса.

В первом разделе вскрывается сущность эпидемического процесса, то есть внутренняя причина его развития, а также условия, в которых протекает действие причины. Систематизация материалов этого раздела позволяет ответить в общих формулировках на вопрос, почему развивается эпидемический процесс. В клинической медицине, где на организменном уровне изучается патологический процесс, аналогичный раздел его изучения называется этиологией.
Во втором разделе учения об эпидемическом процессе излагается механизм его развития. Здесь формируется ответ на вопрос, как развивается эпидемический процесс. На организменном уровне изучения патологического процесса аналогичный раздел в клинической медицине называется патогенезом.
В третьем разделе изучаются проявления эпидемического процесса, то есть систематизируются материалы, иллюстрирующие, как проявляется эпидемический процесс, каковы его признаки. Раздел клинической медицины, изучающий признаки патологического процесса, называется семиотикой.

## Причина и условия (факторы) эпидемического процесса
Эпидемический процесс протекает непрерывно во времени и пространстве. При этом биологические факторы (взаимодействие гено- и фенотипически неоднородных по своим признакам популяций паразита и хозяина) формируют причины развития эпидемического процесса, а социальные и природные факторы — регулируют условия развития эпидемического процесса. Эпидемический процесс существует только при одновременном наличии причины и условий.

### Биологический фактор
Биологический фактор — паразитарная система «паразит-хозяин», в которой обе взаимодействующие стороны проявляют определённые свойства (паразит — паразитизм и патогенность, хозяин — восприимчивость).

### Социальные факторы
Социальные факторы — совокупность социальных условий, способствующих (или препятствующих) проявлению эпидемического процесса.
К социальным факторам относятся:
- социальное развитие;
- социальная активность населения;
- санитарное благоустройство населенных пунктов.

Уровень социального развития и производительных сил оказывает опосредованное влияние на условия развития эпидемического процесса. Он может оказывать как положительное, так и отрицательное влияние на развитие эпидемического процесса. Примерами положительного влияния являются: повышение качества жизни и питания, а как следствие — улучшение состояния иммунитета; изменение культуры поведения, гигиенического воспитания; улучшение и развитие технологий. Примерами отрицательного влияния могу послужить: повышение количества лиц, употребляющих наркотики и изменение культуры сексуального поведения — распространение ВИЧ-инфекции и вирусного гепатита; ухудшение состояния экологии — снижение иммунитета.
Уровень социальной активности населения оказывает непосредственное и опосредованное влияние на интенсивность протекания инфекционного и эпидемического процессов. Чем выше социальная активность населения, тем более интенсивно протекает инфекционный процесс. Пик социальной активности населения исторически приходится на периоды войн и революций. Социальная активность может проявляться на уровне отдельной семьи или целого общества.
Уровень санитарного благоустройства населенных пунктов оказывает непосредственное влияние на интенсивность развития эпидемического процесса. Сюда относятся состояние систем водоснабжения, водоотведения, сбора и удаления твердых и пищевых отходов и т. д.

### Природные факторы
Природные факторы — это совокупность природных условий, способствующих или препятствующих проявлению эпидемического процесса.
К природным факторам относятся:
- биотические элементы;
- абиотические элементы.

Биотические элементы — это компоненты живой природы. Примером регулирующего влияния биотических элементов при зоонозах является изменение интенсивности течения эпидемического процесса при изменении численности грызунов (интенсивности эпизоотического процесса) при природно-очаговых инфекциях. При трансмиссивных зоонозах численность и миграции членистоногих переносчиков оказывает регулирующее влияние на интенсивность протекания эпидемического процесса.
Абиотические элементы — это климат и ландшафтно-географические условия. Например, чем ближе к экватору, тем выше разнообразие нозологических форм инфекционных болезней.

## Механизм развития эпидемического процесса
В соответствии с первым законом Л. В. Громашевского, эпидемический процесс развивается по триаде:
- источник возбудителя инфекции;
- механизм передачи возбудителя инфекции;
- восприимчивый организм.

### Источник возбудителя инфекции
Источник возбудителя инфекции — зараженный (инфицированный) организм человека, животного или растения, от которого может произойти заражение восприимчивых людей.
Резервуар источника возбудителя инфекции — совокупность основных источников возбудителя инфекции. Так, для антропонозов источником возбудителя инфекции будет являться человек (больной манифестными или бессимптомными формами заболевания), для зоонозов — домашние, дикие или синантропные животные (больные манифестными или бессимптомными формами заболевания), для сапронозов — абиотические объекты окружающей среды.

### Механизм передачи возбудителя инфекции
Механизм передачи возбудителя инфекции — способ перемещения паразита из больного организма в здоровый, обеспечивающий его существование как биологического вида.
Второй закон Л. В. Громашевского гласит: механизм передачи возбудителя инфекции зависит от основной эпидемической локализации возбудителя (варианты эпидемической локализации возбудителя: кровь, фекалии, патологические выделения со слизистых различных органов, мокрота, эпителий кожи).
| Локализация в организме                                                                                       | Механизм передачи                                                |
| --- | ---------------------------------------------------------------- |
| Наружные покровы (кожа, некоторые открытые слизистые оболочки — конъюнктива, наружные отделы половых органов) | Контактный (прямой и непрямой контакт)                           |
| Дыхательные пути                                                                                              | Аэрогенный                                                       |
| Желудочно-кишечный тракт                                                                                      | Фекально-оральный                                                |
| Кровеносная система (кровь, эндотелий кровеносных сосудов)                                                    | Трансмиссивный (векторный) — за счет эктопаразитов-членистоногих |

Путь передачи — определённая совокупность и последовательность факторов передачи, с помощью которых реализуется механизм передачи.
Аэрозольный механизм передачи возбудителя включает пути передачи:
- воздушно-капельный (менингококковая инфекция, ОРВИ; время существования — минуты)
- воздушно-пылевой (скарлатина, туберкулез; время существования — сутки, недели, месяцы)

Фекально-оральный механизм передачи возбудителя включает пути передачи:
- водный (фактор передачи — вода)
- пищевой (фактор передачи — пища)
- контактно-бытовой (фактор передачи — предметы быта)

Контактный механизм передачи возбудителя включает пути передачи:
- прямой (син. непосредственный; источник — человек; пример — половые инфекции)
- непрямой (син. опосредованный; источник — предмет — человек; пример — микозы)

Трансмиссивный механизм передачи возбудителя включает пути передачи:
- естественный (контаминационный — возбудитель выделяется с фекалиями переносчика; инокуляционный — возбудитель вводится со слюной)
- искусственный (связанный с медицинскими манипуляциями: инъекционный, ассоциированный с операцией, ассоциированный с диагностической манипуляцией, трансфузионный, трансплантационный)

Фактор передачи — объект окружающей среды, с помощью которого возбудитель перемещается из больного организма в здоровый. К факторам передачи относятся: воздух, вода, пища, почва, предметы быта, переносчики (членистоногие).
Факторы передачи подразделяются на:
- начальные,
- промежуточные
- конечные.

Кроме того, факторы передачи можно условно разделить на основные и дополнительные.
Фазы перемещения паразита:
- выделение из зараженного организма,
- пребывание в окружающей среде,
- внедрение в восприимчивый организм.

### Восприимчивый организм
Восприимчивость — способность хозяина болеть заболеваниями, вызываемыми возбудителями, что проявляется патологическими и ответными защитными специфическими (иммунитет) и неспецифическими (резистентность) реакциями.
Восприимчивость подразделяется на:
- видовую;
- индивидуальную (генотипическую и фенотипическую).

Иммунитет — специфическая реакция организма на внедрение чужеродного биологического агента.
Резистентность — комплекс неспецифических защитных реакций организма.

## Проявления эпидемического процесса
Эпидемический процесс проявляется заражением хозяина возбудителем с последующим заболеванием хозяина или скрытым носительством паразита хозяином, а на популяционно-видовом уровне — спорадической заболеваемостью, наличием природного или эпидемического (эпизоотического, эпифитотического) очага инфекции, вспышкой, эпидемией (эпизоотией, эпифитоотией) или пандемией (панзоотией, панфитотией).

### Проявления эпидемического процесса по интенсивности
Спорадическая заболеваемость — заболеваемость, характерная для данного сезона года, данного коллектива, данной территории (единичные случаи заболеваний, эпидемически не связанные между собой).
Эпидемическая заболеваемость — обратная спорадической: нехарактерное, временное повышение уровня инфекционной заболеваемости (групповая эпидемически связанная между собой заболеваемость). Принцип разделения эпидемической заболеваемости на эпидемическую вспышку, эпидемию и пандемию — территориальные и временные параметры.
Эпидемическая вспышка — кратковременное повышение заболеваемости в пределах одного коллектива, длящаяся в течение 1-2 инкубационных периодов.
Эпидемия — повышение уровня заболеваемости до региона (области) и охватывающая, как правило, один сезон года.
Пандемия — повышение уровня заболеваемости, длящееся несколько лет и десятилетий и охватывающее континенты.

### Проявления эпидемического процесса по неравномерности
Неравномерность проявлений эпидемического процесса по территории.
см. также: эпидемический очаг
В основе деления неравномерности проявлений эпидемического процесса по территории лежит ареал резервуара инфекции:
- глобальный ареал (человек — резервуар антропонозов);
- региональный ареал (природно-очаговые зоонозы).

Неравномерность проявлений эпидемического процесса по времени.
- цикличность: причина — процесс саморегуляции паразитарной системы паразит-хозяин (фазность перестройки) в многолетней динамике;
- сезонность (действие факторов в годовой динамике);
- нерегулярные подъёмы заболеваемости.

Неравномерность проявлений эпидемического процесса по группам населения.
Признаки, по которым население подразделяются на группы, классифицируются на формальные и эпидемически значимые. Распределение населения по формальным признакам:
- возрастные группы;
- профессиональные группы;
- по месту проживания: городские и сельские жители;
- неорганизованное население и организованные коллективы.

Распределение населения по эпидемически значимым признакам осуществляется на основе логических умозаключений эпидемиолога и может включать различные признаки: привитость и непривитость и т. д.

## Социально-экологическая концепция эпидемического процесса
Социально-экологическая концепция, созданная Б. Л. Черкасским (1990), с позиций системного подхода вскрывает иерархическую структуру системы эпидемического процесса и выявляет функциональные взаимосвязи между явлениями, свойственными разным уровням его структуры.
Согласно этой концепции, эпидемический процесс представляет собой сложную многоуровневую целостную систему, обеспечивающую существование, воспроизведение и распространение паразитических видов микроорганизмов в человеческом обществе.
В структуре собственно эпидемического процесса были выделены два уровня:
- соцэкосистемный (высший);
- экосистемный (низший), который входит в состав соцэкосистемного в качестве его подсистемы.

Соцэкосистемный уровень (так же, как и эпидемический процесс в целом) — биосоциальное (социально-экологическое) явление, экосистемный — биоэкологическое.
Экосистемный уровень — это эпидемиологическая экосистема, то есть паразитарная система (взаимодействие популяций паразита и его биологических хозяев) в сочетании с окружающей её природной экологической средой.
На экосистемном уровне реализуется принцип саморегуляции на основе положительных и отрицательных обратных связей, свойственный всем живым системам. Одним из механизмов саморегуляции паразитарных систем является реализуемый в них общебиологический принцип гетерогенности (неоднородности) структуры составляющих их популяции паразита, переносчиков и биологических хозяев. Составным звеном механизма саморегуляции паразитарных систем является и механизм передачи паразитов, обеспечивающий взаимодействие их популяций с популяциями биологических хозяев внутри паразитарной системы и взаимодействие этой паразитарной системы с абиотическими и биотическими объектами окружающей среды (вода, почва и др.) в пределах эпидемиологической экосистемы.
Паразитарная система дискретна, то есть состоит из отдельных особей в популяции хозяина, в организме каждого из которых развивается инфекционный процесс в виде клинически выраженных заболеваний или носительства. Инфекционный процесс является причиной формирования источника возбудителя инфекции. Реализация же того или иного механизма передачи превращает происходящее на организменном уровне взаимодействие паразита и хозяина в межпопуляционное взаимодействие экосистемного уровня, поэтому паразитарная система эпидемического процесса включает в себя иерархию множества инфекционных процессов. Без учёта роли механизма передачи понятие «взаимодействие популяций паразита и хозяина» становится умозрительной абстракцией.
Иерархия инфекционного процесса также имеет многоуровневый характер, включая в себя ряд соподчиненных уровней:
- организменный (собственно инфекционный процесс, взаимодействующими подсистемами которого являются организменная субпопуляция паразита и система биологического равновесия макроорганизма),
- тканево-органный (взаимодействие локальной субпопуляции паразита и специфической организации отдельных органов и тканей макроорганизма),
- клеточный (система: особь паразита — клетка организма хозяина),
- субклеточный, или молекулярный (взаимодействие генетических аппаратов и биологических молекул паразита и хозяина).

В структуре эпидемического процесса высшим является соцэкосистемный уровень, в состав которого эпидемиологическая экосистема входит в качестве внутренней подсистемы. Второй внутренней подсистемой здесь является социальная организация человеческого общества. Причиной возникновения и существования эпидемического процесса является взаимодействие этих двух его составных подсистем. При этом социальная подсистема служит регулятором процессов в эко-системе.